# Miss Europe 1963

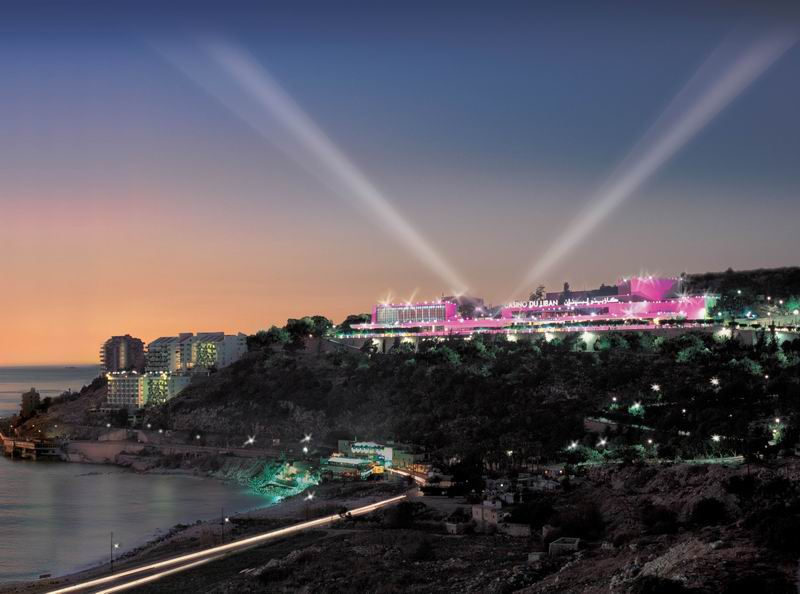
Das Casino du Liban in Beirut, Ort der Veranstaltung

Der Wettbewerb um die Miss Europe 1963 war der fünfzehnte, den die Mondial Events Organisation (MEO) durchführte. Sie war von den Franzosen Roger Zeiler und Claude Berr ins Leben gerufen worden, hatte ihren Sitz in Paris und organisierte den Wettbewerb bis 2002.
Die Kandidatinnen waren in ihren Herkunftsländern von nationalen Organisationskomitees ausgewählt worden, die mit der MEO Lizenzverträge abgeschlossen hatten.
Die Veranstaltung fand am 7. Juni 1963 im Casino du Liban in Beirut statt. Es gab 18 Bewerberinnen.
| Land                    | Schreibweise bei Pageantopolis      | Schreibweise in der Heimatsprache         | Teilnahme an weiteren Wettbewerben                                                    |
| ----------------------- | ----------------------------------- | ----------------------------------------- | ------------------------------------------------------------------------------------- |
| Platzierungen           |                                     |                                           |                                                                                       |
| 1. Norwegen             | Mette Stenstad                      |                                           |                                                                                       |
| 2. Schweiz              | Diane Tanner                        |                                           | Miss Universe 1963                                                                    |
| 3. Dänemark             | Aino Korwa                          | Aino Korwa                                | Miss Universe 1963: Platz 2, Miss Scandinavia 1964: Platz 2, Miss World 1963: Platz 4 |
| 4. Schweden             | Grete Qviberg                       | Grete Qviberg                             | Miss World 1963: Platz 5                                                              |
| 5. Finnland             | Marja-Liisa Ståhlberg               | Marja-Liisa Ståhlberg                     | Miss Scandinavia 1964: Platz 3, Miss World 1963: Platz 3                              |
| Weitere Teilnehmerinnen |                                     |                                           |                                                                                       |
| Belgien                 | Irène Godin                         | Irène Godin                               | Miss Universe 1963, Miss World 1963                                                   |
| BR Deutschland          | Gisela Karschuck                    | Gisela Karschuck                          | Miss Universe 1962                                                                    |
| England                 | Susan Pratt                         |                                           | Miss Universe 1963                                                                    |
| Frankreich              | Sabine Surget                       |                                           | Miss Universe 1962                                                                    |
| Griechenland            | Aleka Aktseli                       | Αλέκα Ακτσελή (Aleka Aktseli)             |                                                                                       |
| Holland                 | Juno Onink                          | Juno Onink                                |                                                                                       |
| Island                  | Liney Fridfinnsdóttir               | Liney Friðfinnsdóttir                     |                                                                                       |
| Italien                 | Gianna Erbetta                      | Gianna Erbetta (eigentlich: Gianna Serra) |                                                                                       |
| Luxemburg               | Sylvie Welter                       |                                           |                                                                                       |
| Österreich              | Rosemarie Winkler                   |                                           |                                                                                       |
| Portugal                | Maria Jose Santos Trindade Defolloy |                                           | Miss Universe 1962                                                                    |
| Spanien                 | María del Carmen Abreu Martínez     |                                           |                                                                                       |
| Türkei                  | Sevim Emre                          | Sevim Emre                                |                                                                                       |